# Fly Me to the Moon
«Fly Me to the Moon» (с англ. — «Унеси меня на Луну») — традиционная джаз-песня, написанная Бартом Ховардом в 1954 году. Сначала она была названа «In Other Words» (с англ. — «Другими словами») и исполнена Фелисией Сандерс в кабаре. Одна из ранних записей была сделана в апреле 1954 года. Песня стала известной в народе как «Fly Me to the Moon» с первого раза, и после нескольких лет издатели сделали это название официальным. 
В 1995 году эта песня в исполнении британской певицы Клер Литтли была использована в качестве закрывающей темы к аниме-сериалу «Евангелион», В некоторых сериях также была использована версия в исполнении японской певицы Такахаси Ёко и инструментальная версия. Позже в 1996 году, в гран-при журнала Animage, она заняла пятнадцатое место среди лучших закрывающих тем аниме. В 1997 году песня поднялась до четырнадцатого места.
В разное время «Fly Me to the Moon» исполняли Фрэнк Синатра, Перри Комо, Аструд Жилберту, Дорис Дэй, Тони Беннетт, Мэтт Монро, Эйприл Стивенс, Уэс Монтгомери, Olivia, Джули Лондон, Jazzamor, Агнета Фельтског, Нэт Кинг Коул, Анджелина Джордан, Анита О’Дэй и другие.
В 2019 году потоковый сервис Netflix вырезал мелодию и песню «Fly Me to the Moon» из некоторых сцен и финальных титров «Евангелиона», не сумев решить вопрос с лицензией в Европе и США, в то время как в японской трансляции оригинальная версия была сохранена. Западным подписчикам досталась «Hostility Restrained» — музыкальная тема Рей Аянами.
Версия в исполнении Чжу Вон использовалась в телесериале «Игра в кальмара».